# Surprise Pool
Surprise Pool est une source chaude situé dans le Lower Geyser Basin dans le parc national de Yellowstone aux États-Unis. Il est situé à proximité de Great Fountain Geyser et A-0 Geyser.